# Datsu Dystopia
Datsu Dystopia é um single da banda PUFFY, que vai ser lançado no dia 22 de maio de 2013. O single esta sendo usado em comercial da empresa H.I.S.   